# بدياس
بدياس هي إحدى القرى اللبنانية من قرى قضاء صور في محافظة الجنوب.

## لمحة تاريخية
بدياس كانت قبل حوالي 70سنة مزرعة لعلي بك عسيران وورثها من بعده ابنه حسين عسيران، وسكانها من القرى المجاورة كآل حيدر ودهيني من طورا . وعجمي من العباسية وخليل من معركة أو شحور، والأمين من المطرية، وشعلان من العباسية، وقعفراني من شمسطار وحمادة من عرمون ...ولا يوجد ما يدل على قدمها في التاريخ سوى القليل من الآثارت التي اكتشفت بمحاولات فردية ولكنها اخفيت عن بقية الناس ومنها على سبيل المثال اكتشاف نووايس من معدن الرصاص في الحي المعروف بضهر السوق، إلى جانب بعض الفخاريات الصغيرة ..

## الموقع
تقع بلدة بدياس في قضاء صور أحد أقضية محافظة الجنوب هذه المحافظة هي واحدة من ثمان محافظات يتشكل منها لبنان الإداري.
تبعد بدياس حوالي 83 كلم عن بيروت عاصمة لبنان . ترتفع حوالي 190 م عن سطح البحر
القرى المجاورة: الحلوسية ، العباسية ، برج رحال ، الزرارية ، دير قانون النهر

## المساحة
مساحة البلدة حوالي 4.04 كلم²

## السكان
عدد سكان بلدة بدياس حوالي 1000 نسمة

## وصلات خارجية
موقع و منتديات الجنوب